# Ab initio
La expresión latina ab initio significa «desde el principio» y se usa en diferentes contextos:

## Literatura
En literatura: contado desde el principio en oposición a in medias res (que significa en el medio de las cosas, empezar a contar la historia a partir de cierto punto intermedio).[cita requerida]

## Derecho
Como término legal; Según la ley, ab initio se refiere a que algo es el caso desde el principio o desde el instante del acto, en lugar de desde que el tribunal lo declaró así.  Por ejemplo, el término vacío ab initio significa «ser tratado como inválido desde el principio».  Por ejemplo, en muchas jurisdicciones, si una persona firma un contrato bajo coacción, ese contrato se trata como nulo ab initio.[cita requerida]
Típicamente, los documentos o actos que son nulos ab initio no se pueden arreglar y si una jurisdicción, un documento o un acto se declara así nulo ab initio, las partes son devueltas a sus respectivas posiciones que estaban al comienzo del  evento.[cita requerida]
«Anulado ab initio» a menudo se contrasta con «anulable», documentos que se anulan solo a partir de la fecha de la declaración judicial a tal efecto.[cita requerida]
Una aseguradora que enfrenta un reclamo de un asegurado que había engañado a la aseguradora por un hecho material alegaría que el contrato de seguro era nulo ab initio;  fue nulo desde el principio y que, dado que no existía un contrato legalmente exigible, la aseguradora no debería tener que pagar.[cita requerida]

## Ciencias exactas
En ciencias (especialmente física y química), se dice que un cálculo es ab initio (o «a partir de primeros principios») cuando solo asume leyes básicas y bien establecidas, excluyendo por ejemplo tablas de parámetros externos o modelos simplificadores.[cita requerida]